# Casalarreina
Casalarreina tỉnh và cộng đồng tự trị La Rioja, phía bắc Tây Ban Nha. Đô thị này có diện tích là 8,13 ki-lô-mét vuông, dân số năm 2009 là 1366 người với mật độ 168,02 người/km². Đô thị này có cự ly 47 km so với Logroño.